# Arbeit macht frei

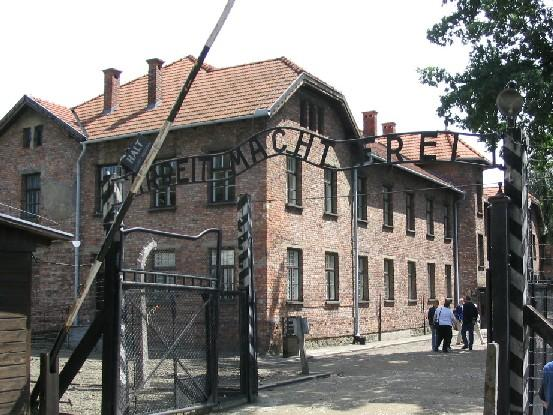
Напис на брамі при в'їзді у концтабір Аушвіц I (Arbeit macht frei — "Праця робить вільним")

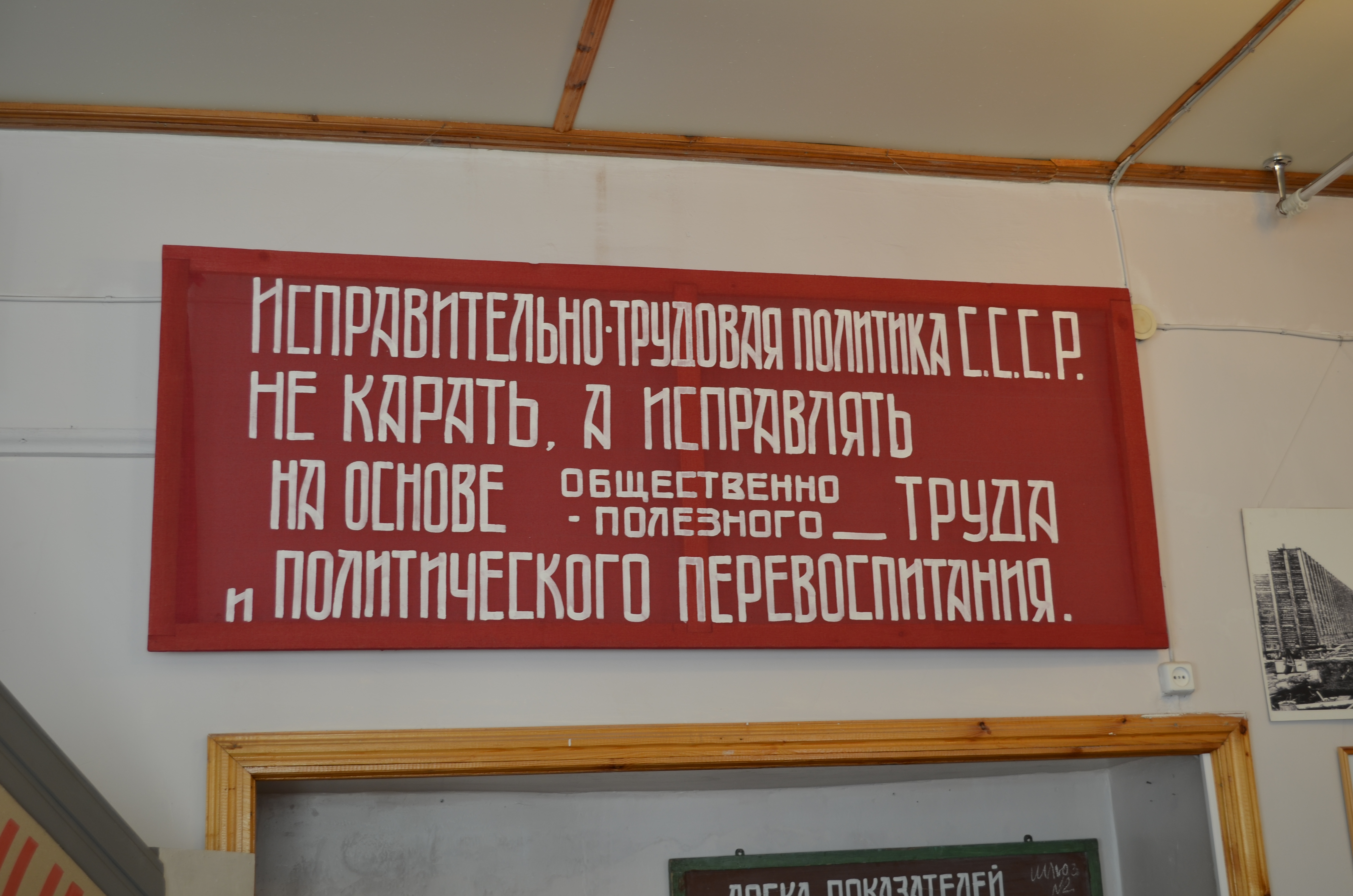
«Не карати, а виправляти на підставі суспульно-корисного труда» — напис в Медвеж'єгорському таборі

Arbeit macht frei (лат. Labor omnia vincit) — фраза німецькою мовою, яка в перекладі на українську мову означає «Праця робить вільним» або «Праця звільняє». Нацистський режим використовував її як гасло перед входом в Аушвіц та ряду інших концентраційних таборів, таких як Терезієнштадт, Дахау, Заксенґавзен. Один із символів Голокосту.

## Походження фрази
Первісно вислів походить від однойменної назви роману німецького письменника Лоренца Діфенбаха «Праця звільняє: розповіді Лоренца Діфенбаха» (нім. Arbeit macht frei: Erzählung von Lorenz Diefenbach) 1873 року. У ньому головні герої, гравці та шахраї, знаходять шлях до доброчесності через фізичну працю.
Цю фразу також використовував у французькій мові, де вона звучить як «travail rend libre!», швейцарський ентомолог, нейрофізіолог і психіатр Оґюст Анрі Форель у книзі «Мурахи Швейцарії» (фр. Fourmis de la Suisse) 1920 р.
У 1922 році націоналістична організація «Німецький шкільний союз» (нім. Deutsche Schulverein) у Відні, яка ставила собі за мету захист етнічних німців в Австро-Угорщині, надрукували членські квитки з фразою «Arbeit macht frei».

## Використання під час Голокосту
У Третьому Рейху, а пізніше на окупованих територіях, цю фразу було розміщено над входом у ряді нацистських концентраційних таборів. Використання гасла з цією метою запроваджено згідно з наказом обергрупенфюрера СС Теодора Айке, який у цей час керував інспекцією концентраційних таборів Третього Рейху і був другим комендантом концтабору Дахау.
У 1933 році перших політичних в'язнів без судових вироків ув'язнено у різних місцях нацистської Німеччини на невизначений період. Це гасло вперше почало використовуватися над воротами до «дикого табору» (англ. wild camp) в місті Оранієнбург (нім. Oranienburg), який утворено у березні 1933 р. у приміщенні закинутої пивоварні (згодом у 1936 р. він перебудований у Заксенгаузен). Його також можна було побачити в концентраційних таборах Дахау і Ґросс-Росен (нім. Gross-Rosen), в гето-таборі Терезієнштадт, а також у Форті Бріндонк у Бельгії. Був він також на лівих воротах вхідної брами концтабору Флоссенбюрг, що сьогодні знаходяться в іншій частині табору, проте сам напис не зберігся.
Фразу можна також побачити на кількох інших закладах, зокрема, над входом до Аушвіц І, де це гасло розмістили за наказом коменданта оберштурмбанфюрера СС Рудольфа Гьосса. Сам знак виготовили в'язні концтабору, серед яких Ян Лівач (пол. Jan Liwacz). З його розповідей, у цьому написі була свідомо перевернуто літеру «B», як форма протесту в'язнів проти політики нацистської адміністрації. Гасло також розміщене над в'їзними воротами до Аушвіц III/Буна/Моновіц.
1938 року австрійський політичний письменник єврейського походження з Харкова Юра Зойфер та композитор Герберт Зіппер, будучи в'язнями концтабору Дахау, написали «Пісню Дахау» (нім. Dachaulied). Проходячи тиждень за тижнем з табору і до табору під час примусових робіт вони щоразу бачили над воротами гасло «Arbeit macht frei». Ця пісня цинічно пригадує цю фразу, наче своєрідний «урок», який давав його в'язням Дахау.
У книзі «Королівство Аушвіц» Отто Фрідріх пише стосовно рішення Рудольфа Гьосса розмістити гасло «Arbeit macht frei» над входом до концтабору Аушвіц наступне:
|  | Видається він не розглядав це як знущання і не сприймав зміст гасла буквально, як фальшиві обіцянки звільнення для тих, хто працював на виснаження, а радше за все як різновид містичного декларування про те, що самопожертва у вигляді нескінченної роботи сама по собі приносить своєрідну духовну свободу |